# Boitempo
Boitempo é um livro de poesias de caráter memorialístico publicado por Carlos Drummond de Andrade inicialmente em três volumes: Boitempo I – (In) Memória (1968), Boitempo II – Menino antigo (1973) e Boitempo III – Esquecer para lembrar (1979). O título é um portmanteau de boi e tempo, remetendo à infância rural do poeta; também é um do título de um dos poemas do primeiro volume. A princípio o livro foi recebido com decepção pela crítica, que esperava algo mais experimental da parte do poeta. Esta obra inspirou o nome da Boitempo Editorial.

## Edições
- Boitempo & A falta que ama. Rio de Janeiro: José Olympio Editora, 1979.
- Boitempo. in Poesia completa. 1a. ed. Rio de Janeiro: Nova Aguilar, 2002.